# Dom Carducciego

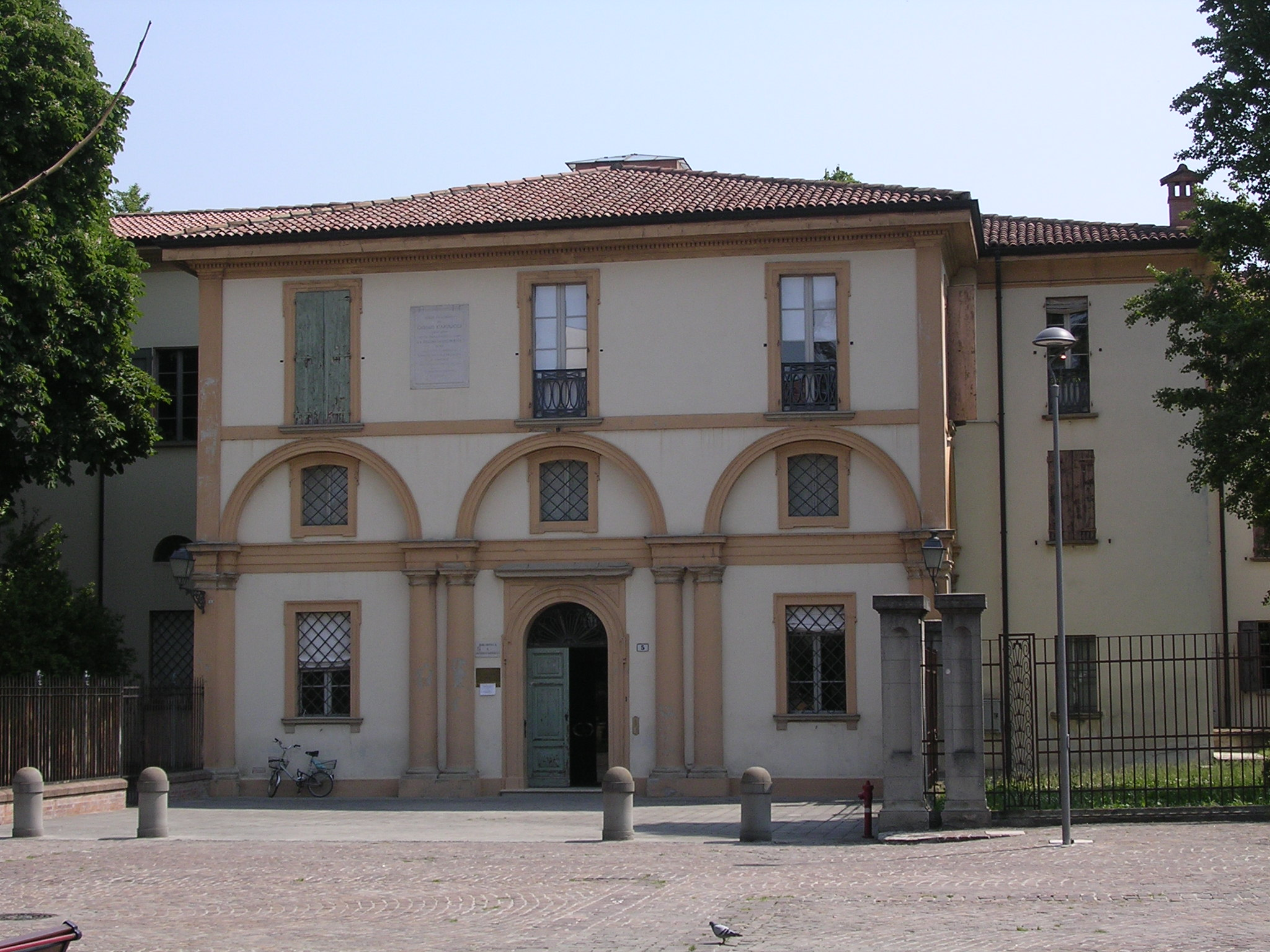
Dom Carducciego

Dom Carducciego (wł. Casa Carducci) – instytut i muzeum z pamiątkami po Giosuè Carduccim, włoskim poecie, krytyku literackim i publicyście, laureacie literackiej Nagrody Nobla za rok 1906.
Dom Carducciego to zabytkowa kamienica na przedmieściach Bolonii. Carducci mieszkał tu wraz z żoną Elvirą od roku 1890 aż do śmierci w roku 1907. Obecnie w budynku mieści się instytut sprawujący pieczę nad dorobkiem noblisty. W skład instytutu wchodzą pokoje muzealne, biblioteka, archiwum, ośrodek badań nad literaturą XIX i XX wieku oraz centrum danych udzielające informacji na temat życia i twórczości pisarza. W roku 1928, w pobliskim ogrodzie, dokonano odsłonięcia pamiątkowego monumentu z kararyjskiego marmuru. Pomnik ten, ukazujący twórcę w otoczeniu alegorycznych grup figuralnych, został zaprojektowany przez Leonarda Bistolfiego.

## Historia zabytku
Budynek wzniesiono w pierwszym dziesięcioleciu XVI wieku. Mieścił się w nim kościół oraz kaplica bractwa Matki Boskiej Bolesnej. 24 marca 1712 roku, w czasie obchodów Wielkiego Czwartku, w świątyni wybuchł pożar. Zniszczeniu uległy zdobienia ołtarza głównego, malunki w kaplicy i organy, ocalały natomiast relikwiarz i wizerunek Matki Bożej. Kościół wraz z kaplicą wkrótce odremontowano. W roku 1725 wybudowano dzwonnicę, a w roku 1742 zamówiono do świątyni pięć ozdobnych ołtarzy. W czasie wojen napoleońskich, bractwo zostało rozwiązane. W roku 1801 budynek sprzedano osobom prywatnym. Nabywcami byli bracia Gioacchino i Giuseppe Stoffer Rubini, zamożni kupcy, którzy dawny kościół znacznie rozbudowali. Ich spadkobiercy podzielili dom na osobne mieszkania i wynajmowali je licznym lokatorom. W roku 1871 Marianna Fontana Levi zakupiła ten zabytek wraz z parcelą i okolicznymi ogrodami. W maju 1890 roku wynajęła wszystkie izby rodzinie Carduccich. Na pierwszym piętrze mieszkali Giosuè z żoną, na parterze ich córki, Laura i Beatrice, wraz z mężami i dziećmi. 12 stycznia 1906 roku całą posiadłość kupiła z kolei królowa Małgorzata Sabaudzka, która nie chciała, by spuścizna po pisarzu uległa rozproszeniu. 22 lutego 1907 roku, kilka dni po śmierci Carducciego, królowa przekazała dom z przyległymi terenami ówczesnej gminie Bolonia.

## Działalność Domu Carducciego
Instytut prowadzi urozmaiconą działalność związaną z życiem i twórczością Giosuè Carducciego. Do obowiązków tej instytucji należy między innymi: ochrona i konserwacja pamiątkowego wyposażenia budynku; zgodne z międzynarodowymi normami katalogowanie wszelkich pism Carducciego; zakup pamiątek po pisarzu (druków, rękopisów, wizerunków, przedmiotów); dokumentowanie życia kulturalnego i uniwersyteckiego w Bolonii; współpraca na poziomie krajowym i międzynarodowym z licznymi instytucjami kulturalnymi; organizacja szkoleń i spotkań edukacyjnych; wspieranie badań naukowych związanych z samym Carduccim oraz z kulturą literacką XIX i XX wieku.